# BMX Simulator
A BMX Simulator egy kerékpárverseny videójáték, melyet Richard Darling fejlesztett és a Codemasters adott ki 1986-ban Commodore 64-re. Egy sorozat része, melynek további darabjai: ATV Simulator, Grand Prix Simulator, Professional Ski Simulator, illetve az utód: Professional BMX Simulator. A BMX Simulatort számos más platformra is portolták, így létezik belőle Amiga, Atari 8-bit, Atari ST, Amstrad CPC, MSX, ZX Spectrum, Commodore Plus/4 és Commodore 16 változat is.

## Játékmenet
A BMX Simulator egy felülnézetes videójáték, hasonlóan mint például a Super Cars autóverseny játék. A játékosnak 7 különféle motokrossz pályán kell BMX kerékpárjával versenyeznie játékostársa vagy a számítógép ellen. A verseny időre megy és csak két játékos játszhat egyszerre. A verseny után slow motion videón visszajátszható a futam.

## Fogadtatás
| Szerző            | Értékelés |
| ----------------- | --------- |
| ACE               | 810       |
| Crash             | 63%       |
| CVG               | 9/10      |
| The Games Machine | 76%       |
| Your Sinclair     | 7/10      |
| Zzap!64           | 83%       |
| Plus4World        | 8.1/10    |
| Commodore User    | 7/10      |
| MobyGames         | 7.1       |

A Sinclair User "a Commodore 64-es eredetiből készített klassz konverzió"-nak nevezte a játékot, továbbá megjegyezték, hogy "teljesértékű játék olcsó köntösben".
A ZX Computing szerint élvezetes játék elejétől végéig és "Monster Hit" minősítést adtak neki.

## Hatása
A BMX Simulatort 1988-ban egy folytatás követte Professional BMX Simulator néven az Oliver ikrektől(en). Ezt később újra kiadták BMX Simulator 2 néven.